# Charles-François Daubigny

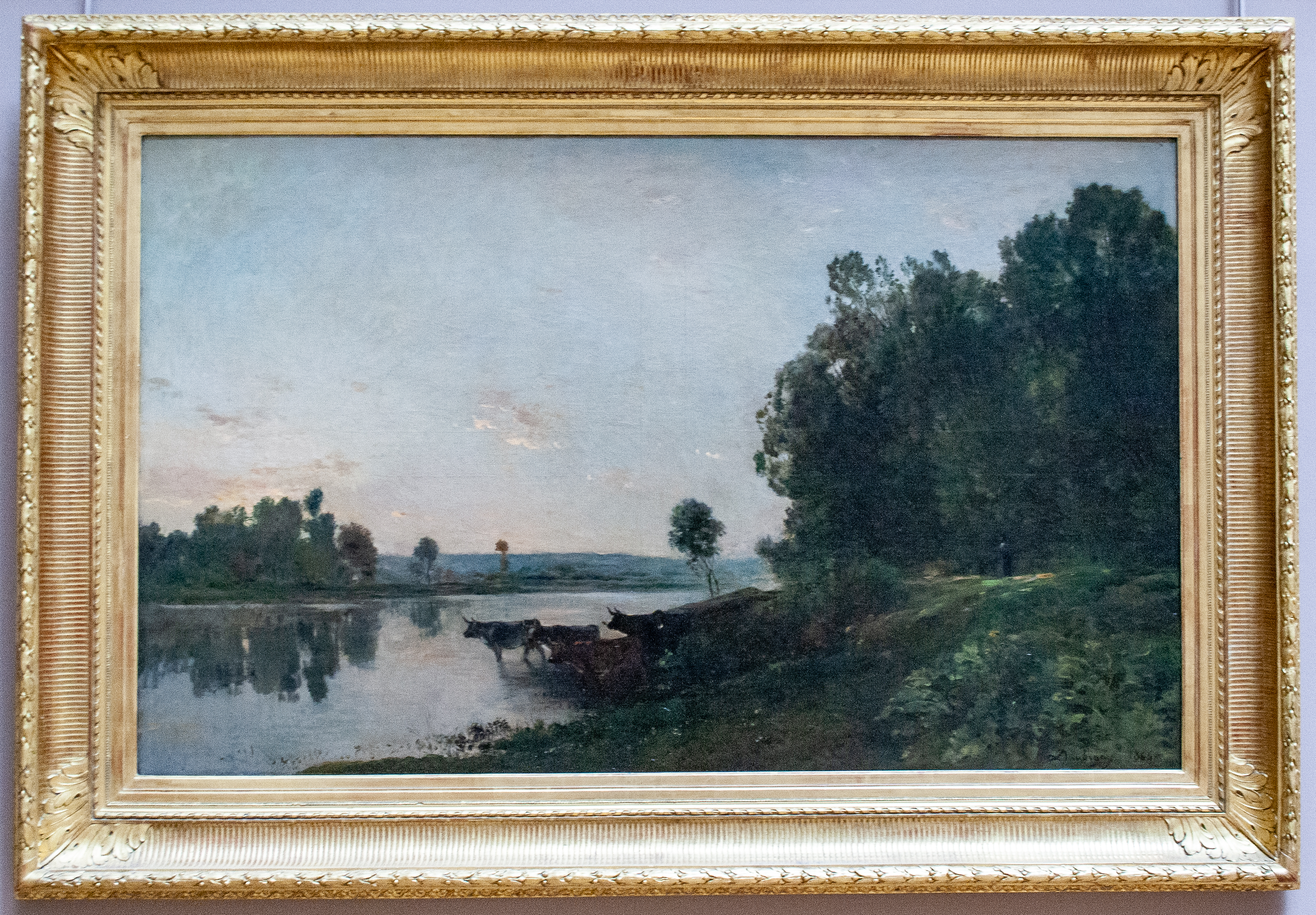
Napkelte az Oise partján

Charles-François Daubigny (Párizs, 1817. február 15. – Párizs, 1878. február 19.) francia tájképfestő és rézkarcoló, a barbizoni iskola egyik alapító tagja.

## Életpályája
Festő családból származott, apja, sőt, nagyapja is festő volt. Már fiatalon olasz tanulmányúton volt, otthon hirdető vállalatoknak, könyvkiadóknak rajzolt fejléceket, s régi képeket restaurált. Minden szabad idejét a Szajnánál töltötte.
Daubigny 1838-ban mutatkozott be a párizsi Salon évenként rendezett kiállításán  a Mi Asszonyunk templom látképe (Vue de Notre-Dame de Paris) című képével, jóformán észre sem vették. Neki éppen úgy nem felelt meg a Salon műértőinek, befutott művészeinek és közönségének tradicionális, hagyománytisztelő ízlése, mint számos kortárs 19. századi francia festőnek, akik között Daubigny is saját, eredeti ábrázolási módját és stílusát kereste. Nem maradt meg az akadémikus, eklektikus stílus művelőinek sorában. Így lett a barbizoni iskola néven ismert festői művészcsoportosulás egyik alapító tagja az 1830-as évek végétől, majd 1853-tól barátjával, Honoré Daumier-vel egyre többet járt le a Párizstól délkeletre fekvő Barbizonba. Ott találkoztak Jean-François Millet-vel, Corot-val és Théodore Rousseau-val, köztük Daubigny is megtalálta saját egyéni hangját, alkotásait leginkább a falusi élet, az emberek által művelt táj és a folyók, a folyópartok ihlették, a barbizoniak közül elsők közt érzett rá a plein air-re. Egyszerre fordított hátat a romantikának és lett előfutára az impresszionizmusnak, ecsetje alatt posztromantikus és preimpresszionista alkotások születtek.
1862-ben jelentkezett először rézkarcokkal. 15 darabból álló finom rézkarc-ciklusának címe: Utazás egy hajón (Voyage en un bateau).
Jó barátja volt a fiatal impresszionistáknak, köztük volt Claude Monet, Paul Cezanne, néhányukat anyagilag is segítette. A budapesti Szépművészeti Múzeumban található négy képe közül a Villerville környéke című a legkiválóbb.

## Képeiből

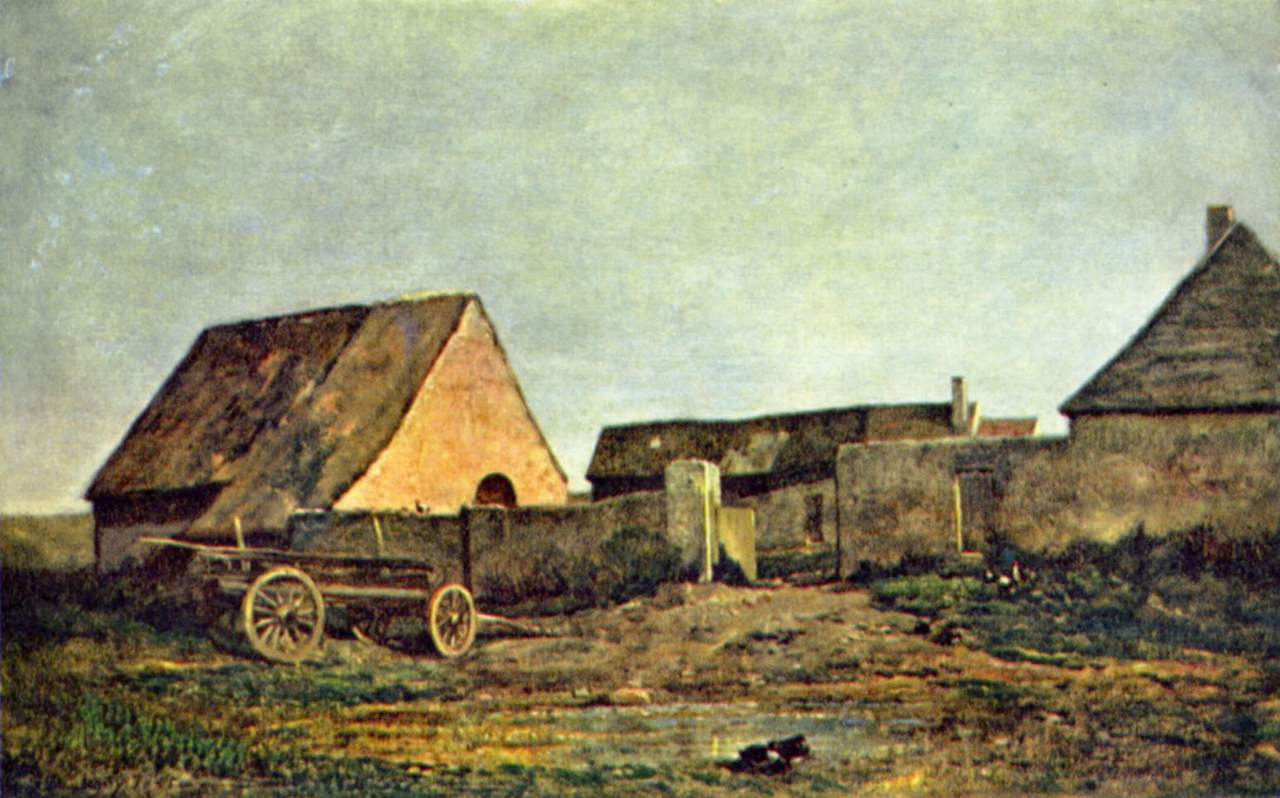
Parasztudvar (1855)
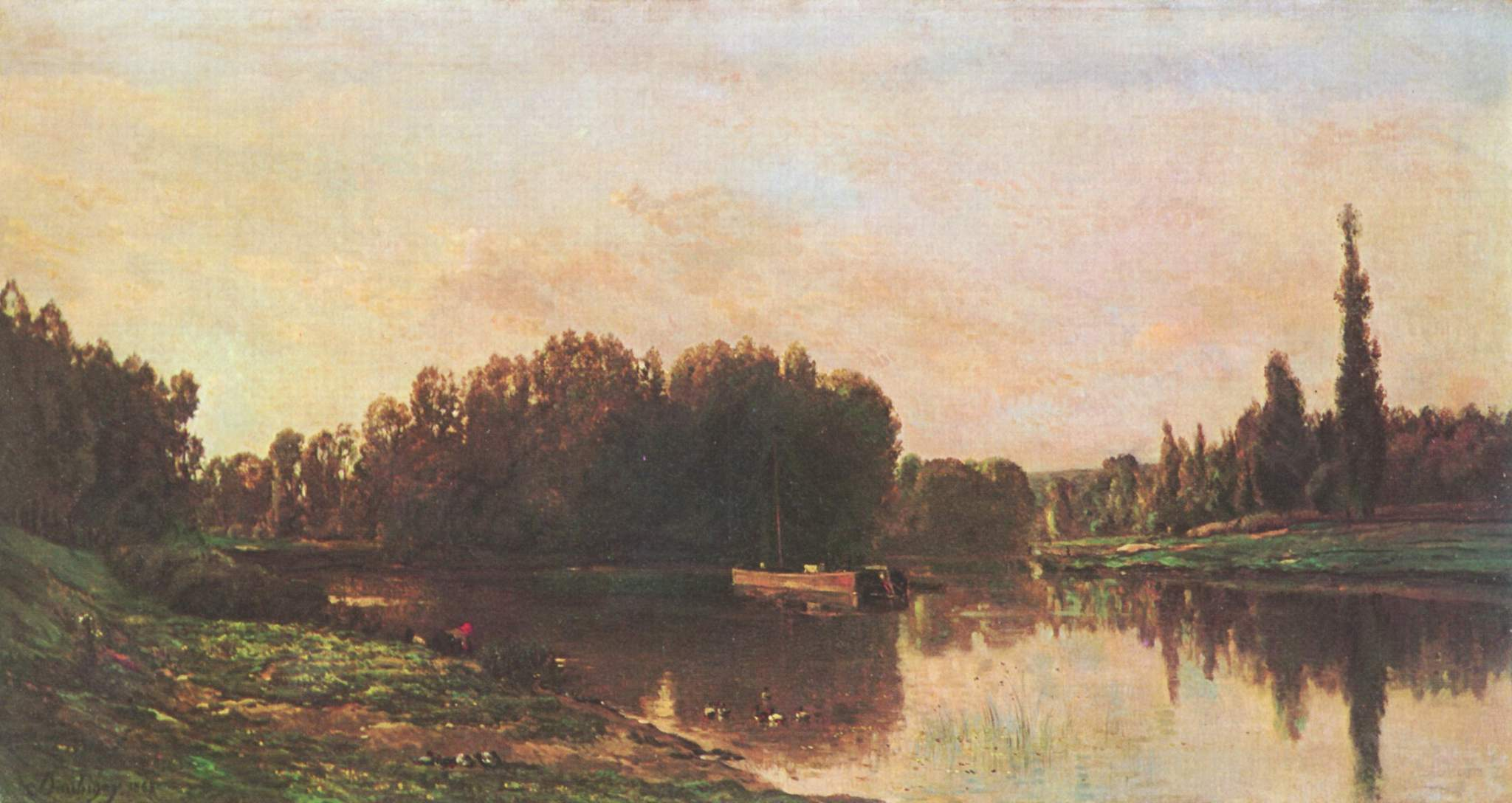
A Szajna és az Oise találkozása (1868)
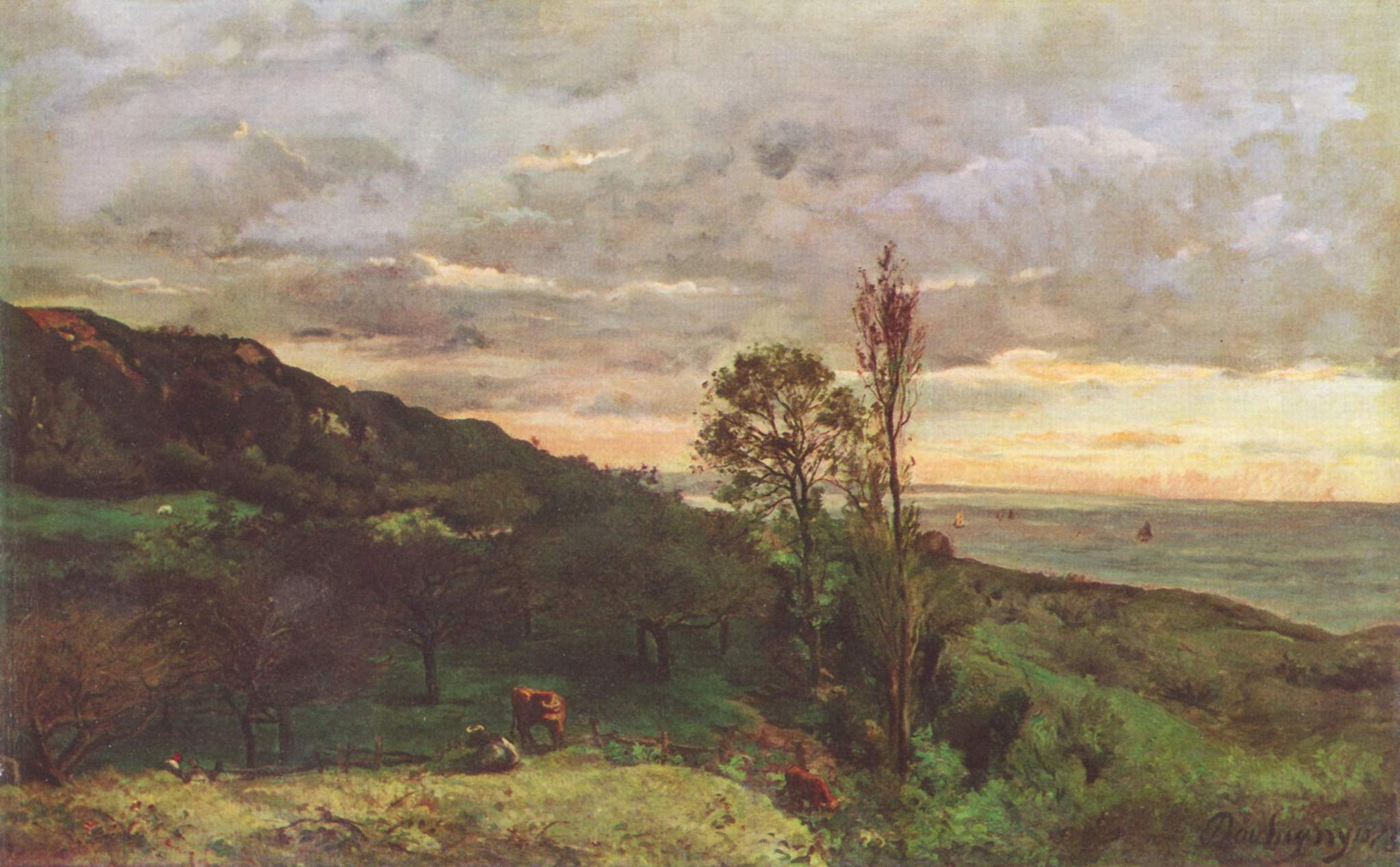
Villerville környéke (1873)

## Emlékezete
- Emlékműve Auvers-sur-Oise-ban található.